# Дьяконов, Ефрем Аристаулович
Ефрем Аристаулович Дьяков (1916—1997) — капитан Советской Армии, участник советско-финской и Великой Отечественной войн, Герой Советского Союза (1940).

## Биография
Ефрем Дьяков родился 11 февраля 1916 года в селе Товаро-Никольское (ныне — Липецкий район Липецкой области) в семье крестьянина. После окончания семи классов школы работал трактористом в колхозе. В 1937 году Дьяков был призван на службу в Рабоче-крестьянскую Красную Армию. В 1939 году окончил Ульяновское танковое училище. Принимал участие в советско-финской войне, будучи командиром танка танковой роты 27-го стрелкового полка 7-й стрелковой дивизии 7-й армии Северо-Западного фронта.
Во время боёв на Выборгском направлении Дьяконов, предварительно разведав проходы через вражеские заграждения, первым повёл свой танк, увлекая за собой остальные танки полка. 12 февраля 1940 года во время боя за безымянную высоту, Дьяконов, обнаружив 2-й батальон стрелкового полка, прорвался к нему и вывел его из вражеского тыла.
Указом Президиума Верховного Совета СССР от 21 марта 1940 года за «образцовое выполнение боевых заданий командования на фронте борьбы с финской белогвардейщиной и проявленные при этом отвагу и геройство» младший командир Ефрем Дьяконов был удостоен высокого звания Героя Советского Союза с вручением ордена Ленина и медали «Золотая Звезда» за номером 485.
Участник Великой Отечественной войны с 1941 года. Член ВКП(б) с 1943 года.
Приказом ВС 4-го Украинского фронта №: 12/н от: 02.03.1945 года командир роты танков ИС 99-го гвардейского тяжёлого танкового полка 42-й отдельной гвардейской тяжёлой танковой бригады гвардии старший лейтенант Дьяконов награжден орденом Красного Знамени в боях за д.Добчица уничтожил противотанковую пушку с расчётом, захватил д. Добчица на своем танке и отразил атаку немецкой пехоты.
Приказом ВС 38-й армии №: 17/н от: 15.07.1945 командир танковой роты 99-го гвардейского тяжёлого танкового полка 42-й отдельной гвардейской тяжёлой танковой бригады гвардии старший лейтенант Дьяконов награжден орденом Отечественной войны 2-й степени за уничтожение 1 танка "Тигр", 2 танков "Пантер", 5 арт. орудий и 50 солдат противника в боях за Польшу.
В 1947 году в звании капитана Дьяконов был уволен в запас. Работал председателем сельского совета, затем председателем, бригадиром колхоза. Проживал в Липецке. Скончался 26 марта 1997 года, похоронен в родном селе.
Был также награждён орденами Октябрьской Революции, Красного Знамени, Отечественной войны 1-й (1985 год) и 2-й степени, рядом медалей..